# La-7 (航空機)
La-7 / Ла-7
モニノ空軍博物館のLa-7
- 用途：戦闘機
- 設計者：ラヴォーチキン設計局
- 製造者：第21工場、第381工場、第99工場
- 運用者

  -  労働者・農民赤色空軍→ソ連空軍
  -  チェコスロバキア空軍
- 初飛行：1944年2月1日（La-5 1944年標準）
- 生産数：5,753機
- 生産開始：1944年
- 運用開始：1944年6月
- 退役

  - 1947年（ソ連）[1]
  - 1950年（チェコスロヴァキア）[1]
- 運用状況：退役
- 原型機：La-5
- 派生型：La-9

La-7（Lavochkin La-7 ラ7 / ロシア語:Ла-7 ラー・スィェーミ）は、ラヴォーチキン設計局が開発し、第二次世界大戦時のソヴィエト連邦の赤色空軍などで運用された戦闘機。
La-5FNの改良型で、第二次世界大戦時に運用された最も優秀とされる戦闘機のひとつ。

## 概要

### 「206」から「1944年標準」まで
La-5はその登場以来いくつもの改良を加えられてきた。燃料直噴射式となったASh-82FNを搭載したLa-5FNは、それまでの軽量化や各部の改修などの結果、ドイツ空軍機に匹敵するに至った。しかしながら、ASh-82の性能向上には限界が見えており、またその後継と目されていたM-71 (離昇2,200hp) エンジンは実用化の目途が立っていなかった。
エンジン換装以外での性能向上のアプローチとしては、空力的洗練や軽量化の方向で検討されていた。中央流体力学研究所 (TsAGI) では風洞を用いての研究が行われており、これらの成果をLa-5FNのうちの1機に盛り込んだ試験機が製作された。TsAGIの試験機は、La-5の製造シリアル「39210206」の末尾から「206」と呼ばれた。
通常のLa-5FNとの変更点としては、カウルの再設計による密閉性の向上、オイルクーラーの胴体下部後方への移動、過給機用空気取り込み口の機首下部への変更、アンテナマストの削除、主脚を完全に覆うためのカバーの追加などが挙げられる。「206」は空軍の飛行研究所 (LII) へと送られ試験を受けた。その結果、最高速度は海面高度で630 km/h、高度6,150 mで684 km/hを記録、これはLa-5FNと比べ50 km/hほど優速であった。
これらの試験結果を受けて、「206」で試験された変更がLa-5に導入されることとなった。ラヴォーチキン設計局はTsAGIから研究データを受け取り、新たな機体を作成した。1944年1月に完成したこの改良型は「1944年標準」（«Эталон 1944 года»）と呼ばれた。「1944年標準」には「206」の多くの改良が盛り込まれていたが、一度削除されたアンテナマストは形状が変更された上で復活するなど、相違点もあった。更なる改良も盛り込まれており、「206」では機首下部に位置していた過給機用空気取り込み口が、主翼付け根に新たに設けられたインテークへと置き換えられた。これにより機首はさらにクリーンとなり、パイロットの前方視界も改善されている。

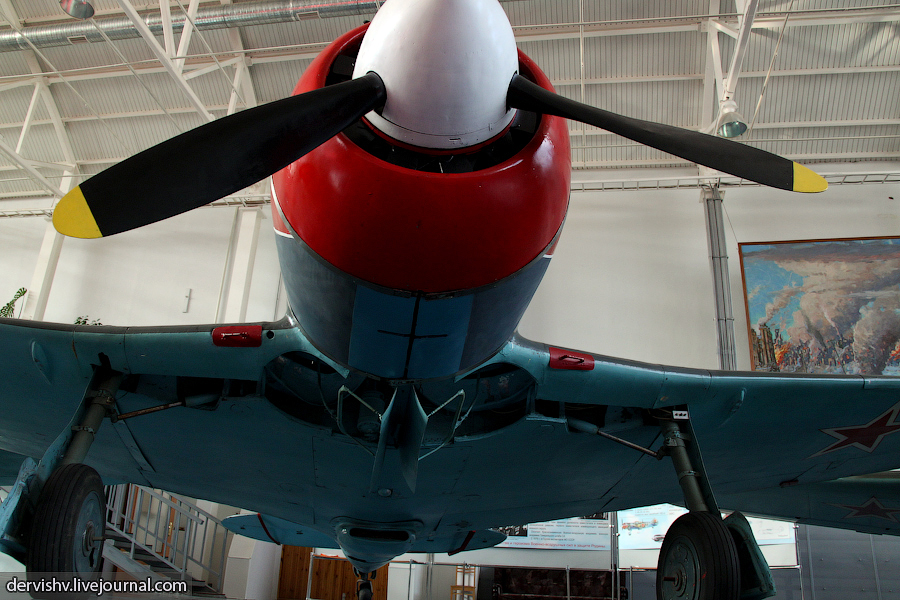
新たに設けられた主脚カバーと移設されたオイルクーラー。
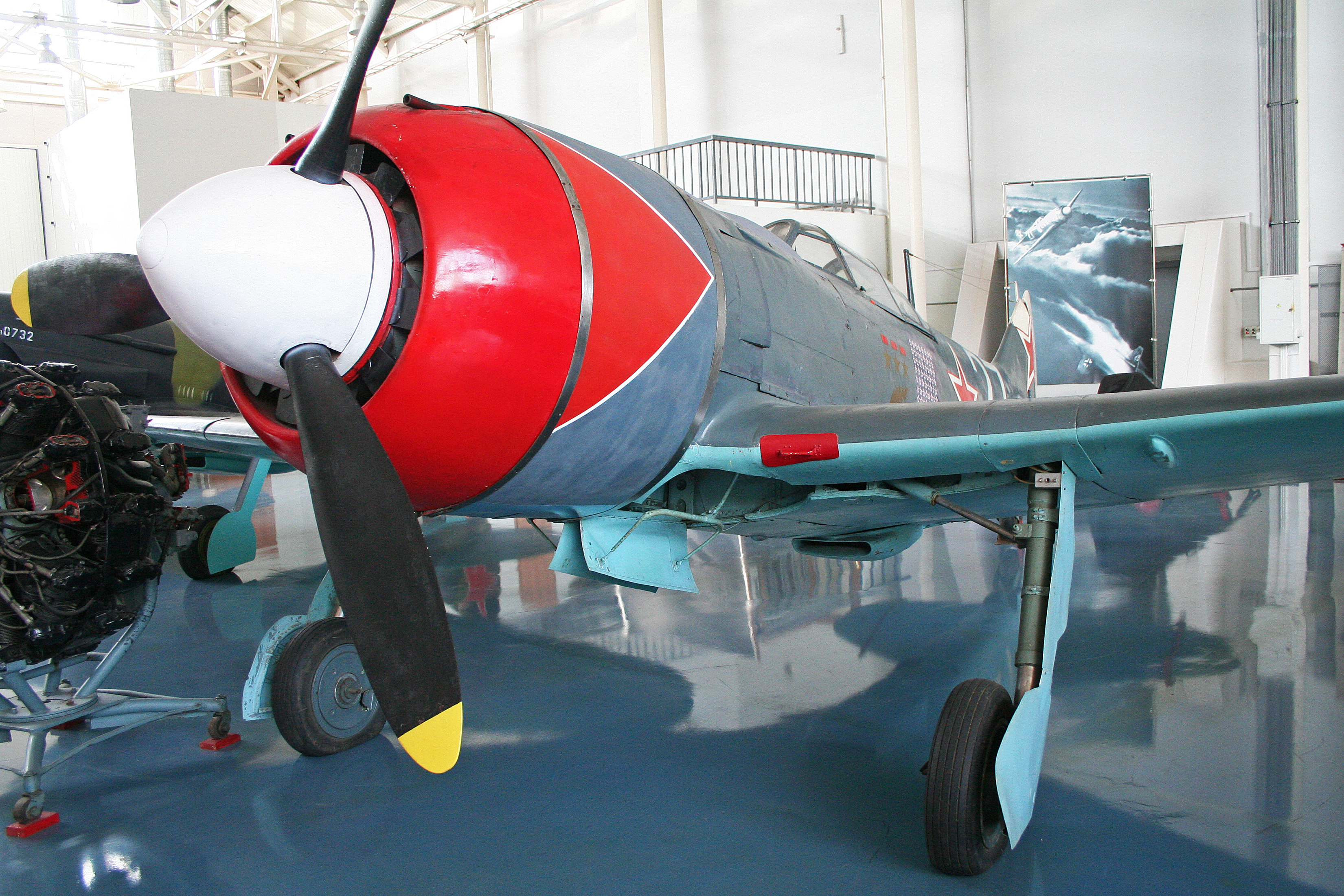
再設計によりクリーンとなった機首部。

最初の機体は1944年1月に完成、2月からは飛行試験が始まった。各種テストによる欠点の洗い出しや改良の末、速度性能と上昇性能に充分な性能向上がみられたと判断され、La-7の名で生産が承認されることとなった。

### La-7
La-7生産型の引き渡しは5月から始まった。La-7が最初に配備されたのは第176親衛戦闘航空連隊であり、その後も多くは親衛連隊に優先して配備された。大戦中にLa-7を装備した26の連隊のうち、18は親衛連隊であった。結果としてLa-7は、イヴァーン・コジェドゥーブやアメト＝ハン・スルタン、ウラジーミル・ラヴリネンコフなどのエースの乗機となった。ソ連英雄の称号を3度受けたコジェドゥーブの大戦後期における乗機もLa-7であり、彼は62機の撃墜のうちメッサーシュミットMe262を含む17機を当機で記録している。
低・中高度用として開発されたASh-82FN空冷式レシプロエンジンを搭載していた為、高々度での戦闘には不向きである。もっとも陸戦への戦術支援が主任務の当時のソ連空軍では、ドイツ空軍機との空戦も高度5,000メートル以下の低空が多かった。
同時期の多くのソ連戦闘機は、主翼や桁が木製であるため強度の問題で、武装は全て機首に搭載されていた。後期に生産されたLa-5FNやLa-7では軽量化のため主翼の一部が全金属製となったものの、武装の配置は変更されていない。La-7ではそれまでのLa-5と同じ2門のShVAKを装備したが、モスクワの第381工場で作られた機体の一部は新型の20mm機関砲であるB-20を3門搭載していた。この3門搭載型はパイロットからの評価は高かったが、B-20の信頼性があまり高いものでは無かったこともあり、生産数は368機程にとどまった。発展型のLa-9や11では23mm機関砲が3～4門と強化された。機首への多銃配置は、主翼への搭載ほど運動性が低下することがなく、またスペースの関係で搭載弾薬は多くできないが、命中率と瞬間的な発射弾数を優先したものと思われる。
ソ連では1947年頃まで使用され、チェコスロバキアでもスピットファイアMk.IXなどとともに戦後しばらく運用された。
La-9はLa-7の発展型で、Yak-9Pとともに1940年代後半ソ連の主力戦闘機となった。

## バリエーション
La-7 (Ла-7)
シュベツォフ ASh-82FNを搭載する主生産型。
La-7UTI (Ла-7УТИ)
複座の戦闘練習機型、584機生産された。
La-7TK (Ла-7ТК)
TK-3ターボチャージャーを装備した高高度戦闘機。試作のみ。
La-7R (Ла-7Р)
機首のASh-82FNエンジンに加えてRD-1ロケットエンジンを尾部に搭載した戦闘機。試作のみ。

## 諸元
La-7
- 翼幅：9.80 m
- 全長：8.67 m
- 全高：2.54 m
- 翼面積：17.59 m2
- 空虚重量：2605 kg
- 離陸重量：3265 kg

La-7

- 発動機：シュベツォフ ASh-82FN 空冷式レシプロエンジン（Швецов АШ-82ФН） ×1
- 出力：1850 馬力
- 最高速度（地表高度）：597 km/h
- 最高速度：680 km/h
- 実用航続距離：635 km
- 実用飛行上限高度：10450 m
- 最大上昇力：1111 m/min
- 乗員：1 名
- 武装：
  - 20 mm機銃 ShVAK （ШВАК） ×2、または 20 mm機銃 B-20（B-20） ×3
  - 200 kgまでの爆弾（両翼下、片翼最大100 kg）

## 使用国

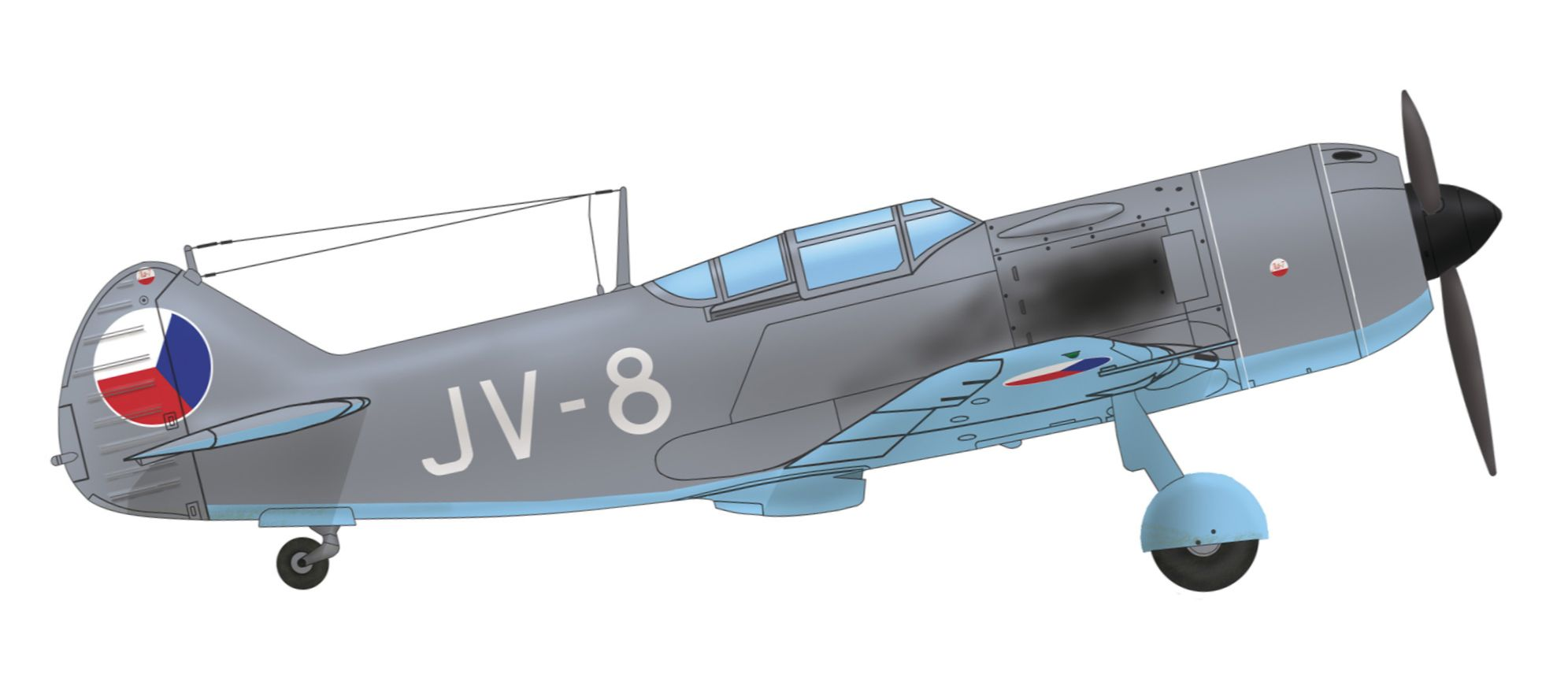
チェコスロヴァキア空軍機

ソビエト連邦
- ソ連空軍
- ソ連防空軍
- ソ連海軍航空隊

 チェコスロバキア
- チェコスロバキア空軍

## 現存する機体
| 型名 | 番号 | 機体写真 | 所在地            | 所有者                                   | 公開状況 | 状態     | 備考 |
| ---- | ---- | -------- | ----------------- | ---------------------------------------- | -------- | -------- | --- |
| La-7 | 21   |          | ロシア モスクワ州 | S・A・ラヴォーチキン記念科学製造合同本社 | 公開     | 静態展示 | |
| La-7 | 27   |          | ロシア モスクワ州 | ロシア連邦空軍中央博物館                 | 公開     | 静態展示 | 撃墜王であるイヴァーン・コジェドゥーブの乗機。塗装のデザインは本物であるが、再塗装などによって詳細な色彩は諸説ある。 |
| La-7 | 77   |          | チェコ プラハ     | クベリー航空博物館                       | 公開     | 静態展示 | |